# ÖBB 2092 sorozat
Az ÖBB 2092, DR Köf 6001 és 6003, a ČSD T 36.0 egy C tengelyelrendezésű keskeny nyomtávú dízelmozdony-sorozat. Összesen kb. 350 db épült belőle az Orenstein & Koppel, a Deutz, a Gmeinder, a Windhoff, az Jung és a BMAG gyáraiban.